# Royce Lewis
Royce Oliver Lewis (Aliso Viejo, California, 5 de junio de 1999), más conocido como Royce Lewis, es un jugador profesional estadounidense de béisbol que se desempeña en la posición de tercera base en Minnesota Twins, equipo de las Grandes Ligas de Béisbol (MLB).

## Carrera
En 2022, Lewis hizo su debut en la MLB con el equipo Minnesota Twins, donde lleva jugando tres temporadas.